# Hans Bangerter
Hans Bangerter (Studen (BE), 1924. június 10. – Bern, 2022. július 29.) svájci sportvezető, az Európai Labdarúgó-szövetség harmadik, és leghosszabb ideig (29 év) hivatalban lévő főtitkára.
Részt vett az UEFA megalapításában, először főtitkár-helyettes volt, majd 1960-ban átvette Pierre Delaunay helyét és egészen 1989-ig posztján maradt, akkor a német Gerhard Aigner váltotta őt.
Elnöksége idején, 1985-ben történt a Heysel-tragédia, amikor 39 szurkoló veszítette életét a BEK-döntő előtt, ezért később három hónap felfüggesztett börtönbüntetést, és 30 ezer svájci frank pénzbüntetést kapott.
2004-ben a FIFA Érdemkereszttel tüntette ki, az UEFA megalapításában és bővítésében, illetve a nemzetközi kupasorozatok létrehozásában betöltött szerepe miatt.
Az UEFA tiszteletbeli tagjának választotta, ami által látogathatja a szervezet kongresszusait, szavazati jog nélkül.